# Островский, Иосиф Маркович
Иосиф Маркович Островский (1895, Звенигородка, Звенигородского уезда Киевской губернии, Российская империя — 21 июня 1937, Москва, РСФСР, Советский Союз) — сотрудник ВЧК-ОГПУ-НКВД, управляющий делами ОГПУ СССР, начальник Административно-хозяйственного управления НКВД СССР, начальник комендатуры ОГПУ/НКВД, старший майор государственной безопасности (29 ноября 1935). Расстрелян в   «особом порядке». Реабилитирован посмертно. 

## Биография
Родился в еврейской семье мелкого торговца. Окончил начальную школу Звенигородки в 1907. Наборщик в типографии Нюренберга и Юдицкого в Звенигородке с мая 1907 по май 1915 год.
В Русской императорской армии канонир, затем старший фейерверкер 4-го артиллерийского дивизиона и 1-й Финляндской артиллерийской бригады с мая 1915 по ноябрь 1917 год.
Член ПСР (левых) с ноября 1917 по август 1918 года , затем без перерыва партийного стажа перешёл в РКП(б).
С ноября 1917 года член ЦК действующей армии и флота в Ставке главковерха Н. В. Крыленко в Могилёве, по январь 1918 года. Затем член коллегии комиссариата юстиции Астраханской губернии и заместитель комиссара юстиции Астраханской губернии с февраля 1918 по январь 1919 год, начальник боевого участка Киевского губернского военкомата с января 1919 года. В РККА начальник агитпросвета Киевского губернского военкомата в 1919 году, начальник политического отдела 1-й Особой дивизии в Киеве до сентября 1919 года.

## ВЧК-ОГПУ-НКВД
В октябре 1919 года переведен в органы ВЧК, служил в системе Особых отделов на Украине, с января 1921 года начальник Особого отдела 12-й армии. С марта 1921 года председатель Таганрогской окружной ЧК, с 1922 года начальник Мариупольского окружного отдела ГПУ. С сентября 1923 года помощник начальника отдела торговли и промышленности Экономического управления (ЭКУ) ГПУ. С октября 1923 года по январь 1925 года начальник 2-го, в мае—июне 1924 года — 3-го отделения, с ноября 1924 годапо май 1925 года помощник начальника ЭКУ ОГПУ СССР. С июня 1925 года заместитель полномочного представителя ОГПУ по Уралу и начальник Секретно-оперативного управления полпредства.
С января 1926 года по июнь 1929 года управляющий Московской таможней. С 1 сентября 1929 года начальник Орготдела, с 27 января 1930 года заместитель начальника Административно-организационного управления (АОУ) ОГПУ СССР. С марта 1930 года начальник Хозяйственного отдела АОУ ОГПУ СССР. С июля 1931 года  заместитель начальника АОУ ОГПУ СССР, с августа 1931 года — управляющего делами ОГПУ СССР и начальник Хозяйственного отдела. С 20 февраля 1933 года  управляющий делами ОГПУ СССР, с 10 июля 1934 года  начальник Административно-хозяйственного управления НКВД СССР. В 1934—1936 годах в непосредственном подчинении И. М. Островского находилась комендатура ОГПУ/НКВД, которая в числе прочего отвечала за приведение в исполнение смертных приговоров. Один из доверенных сотрудников наркома НКВД Г. Г. Ягоды. С 15 октября 1936 года назначен начальником Управления строительства шоссейных дорог НКВД УССР. Старший майор государственной безопасности (29 ноября 1935). 

## Репрессии
29 марта 1937 года  арестован. 
Островский, находясь в одной из камер Лефортовской тюрьмы, с грустной иронией говорил: «Вот уж никогда не думал, что буду сидеть в тюрьме, строительством которой сам руководил». А затем, похлопывая могучие стены рукой, с удовлетворением добавлял: «А тюрьма все же построена очень хорошо, ничего не скажешь».
 Внесен в Сталинский расстрельный список в «особом порядке» от 16 июня 1937 г. ( "за" 1-ю категорию Сталин, Молотов, Жданов, Ежов). 20 июня 1937 года  осужден к ВМН в «особом порядке»  и на следующий день расстрелян вместе с группой фигурантов утвержденного списка. Место захоронения -  могила невостребованных прахов №1   крематория Донского кладбища. 9 сентября 1957 года реабилитирован посмертно Военным трибуналом МВО.